# Batrachuperus yenyuanensis
Batrachuperus yenyuanensis es una especie de salamandras en la familia Hynobiidae.
Es endémica de China.
Su hábitat natural son los ríos, lagos de agua dulce y marismas de agua dulce.
Está amenazada de extinción debido a la destrucción de su hábitat.